# الحروب الدينية في أوروبا

كانت معركة الجبل الأبيض (1620) في بوهيميا إحدى المعارك الحاسمة خلال حرب الثلاثين عامًا التي أفضت في نهاية المطاف إلى إجبار أهل بوهيميا على اعتناق الكاثوليكية

كانت الحروب الدينية في أوروبا سلسلة من الحروب الدينية التي شُنت في أوروبا في القرنين السادس عشر والسابع عشر وبداية القرن الثامن عشر. عطلت الحروب التي اندلعت بعد بدء الإصلاح البروتستانتي عام 1517 النظام الديني والسياسي في البلدان الكاثوليكية في أوروبا. بكل الأحوال، لم يكن الدين هو السبب الوحيد لاندلاع الحروب، التي شملت أيضًا الثورات، والطموحات الإقليمية، وصراعات القوى العظمى. على سبيل المثال، بحلول نهاية حرب الثلاثين عامًا (1618-1648)، كانت فرنسا الكاثوليكية متحالفة مع القوات البروتستانتية ضد إمبراطورية هابسبورغ الكاثوليكية. انتهت الحرب إلى حد كبير بصلح وستفاليا (1648)، إذ أسس نظامًا سياسيًا جديدًا يُعرف الآن بسيادة وستفاليا.
بدأت الصراعات مع ثورة الفرسان الصغيرة (1522)، تلتها حرب الفلاحين الألمان الأكبر (1524-1525) في الإمبراطورية الرومانية المقدسة. اشتدت الحرب بعد أن بدأت الكنيسة الكاثوليكية الإصلاح المضاد عام 1545 ضد نمو البروتستانتية. بلغت الصراعات ذروتها في حرب الثلاثين عامًا (1618-1648)، التي دمرت ألمانيا وقتلت ثلث سكانها. وضع صلح وستفاليا (1648) حدًا للحرب من خلال الاعتراف بثلاثة تقاليد مسيحية منفصلة في الإمبراطورية الرومانية المقدسة، وهي: الرومانية الكاثوليكية، واللوثرية، والكالفينية. على الرغم من أن العديد من الزعماء الأوروبيين قد «سئموا» من سفك الدماء بحلول عام 1648، استمرت الحروب الدينية في فترة ما بعد سيادة وستفاليا حتى عام 1710، وشملت حروب الممالك الثلاث (1639-1651) على الجزر البريطانية، والحروب السوفياردية الولدينيسية وحرب توغنبرغ (1712) في جبال الألب الغربية.

## التعاريف والنقاشات
تُعرف الحروب الدينية في أوروبا أيضًا باسم حروب الإصلاح (والإصلاح المضاد). في عام 1517، استغرقت قضايا مارتن لوثر خمسة وتسعين شهرًا فقط لنشرها في جميع أنحاء أوروبا بمساعدة المطبعة، متغلبًا على إمكانيات الإمبراطور الروماني المقدس تشارلز الخامس والبابوية لكبحها. في عام 1521، عُزل مارتن لوثر، وسد الانقسام داخل المسيحية الغربية بين الكنيسة الكاثوليكية الرومانية واللوثريين وفتح الباب أمام البروتستانت الآخرين لمقاومة قوة البابوية.
على الرغم من أن معظم الحروب انتهت بصلح وستفاليا عام 1648، استمرت النزاعات الدينية في أوروبا حتى العقد الأول من القرن الثامن عشر على الأقل. وشملت الحروب السوفياردية الولدينيسية (1655-1690)، وحرب التسع سنوات (1688-1697، التي شملت الثورة المجيدة والحرب الوليمية في إيرلندا)، وحرب الخلافة الإسبانية (1701-1714). تعتمد مسألة ما إذا كان ينبغي إدراج هذه الحروب في قائمة الحروب الدينية الأوروبية على كيفية تعريف «الحرب الدينية»، وما إذا كان بالإمكان اعتبار هذه الحروب «أوروبية» (أي دولية وليست محلية).
نُوقشت الطبيعة الدينية للحروب أيضًا، وقد تناقضت مع عوامل أخرى على الساحة، مثل الوطنية والسلالات الحاكمة (على سبيل المثال، في كثير من الأحيان يمكن أن توصف بأنها حروب خلافة)، والمصالح المالية. أشار الباحثون إلى أن بعض الحروب الأوروبية في هذه الفترة لم تكن ناجمة عن النزاعات التي حدثت في سبيل الإصلاح، مثل الحروب الإيطالية (1494-1559، التي شملت الكاثوليك فقط) وحرب السبع سنوات الشمالية (1563-1570، التي شملت اللوثريين فقط). يؤكد باحثون آخرون على وجود تحالفات دينية، مثل الدوق اللوثري موريس ناخب ساكسونيا الذي ساعد الإمبراطور الكاثوليكي تشارلز الخامس في حرب شمالكالدك الأولى في 1547 من أجل أن يصبح الناخب الساكسوني بدلاً من جون فريدريك، ابن عمه اللوثري. دعم الملك الكاثوليكي هنري الثاني ملك فرنسا القضية اللوثرية في حرب شمالكالدك الثانية عام 1552 لتأمين القواعد الفرنسية في المنطقة التي تُعرف اليوم بلورين. تؤكد موسوعة بريتانيكا البريطانية أن «الحروب الدينية في هذه الفترة قد شُنت بشكل أساسي من أجل الأمن الطائفي والمكاسب السياسية».

## نظرة عامة على الحروب
تتضمن النزاعات الفردية التي يمكن تمييزها ضمن هذا الموضوع:
- حروب ما قبل الإصلاح:
  - حروب الهوسيين (1419–1434) في أراضي التاج البوهيمي
- النزاعات المرتبطة مباشرةً بإصلاحات الفترة الممتدة من العشرينيات وحتى الأربعينيات من القرن السادس عشر:
  - ثورة الفرسان (1522–1523) في الإمبراطورية الرومانية المقدسة[7]
  - حرب الفلاحين الألمانية (1524–1526) في الإمبراطورية الرومانية المقدسة
  - حروب كابل (1529–1531) في الاتحاد السويسري القديم[8]
  - غزو تيودور لإيرلندا (1529–1603) والذي شُنّ على السكان الكاثوليك في إيرلندا من قِبل ملوك تيودور في إنجلترا وحلفائهم البروتستانت
    - تمرد كيلدير (1534–1535)
    - تمرد ديزموند الأول (1569–1573)
    - تمرد ديزموند الثاني (1579–1583)
    - حرب التسع سنوات (1593–1603)

  - تمرد مونستر (1534–1535) في إمارة مونستر الأسقفية
  - عداء الكونت (1534–1536) في اتحاد كالمار (الدنمارك والنرويج)
  - أعمال الشغب العمادية (1535) في أمستردام[9]
  - تمرد بيغاد (1537)
  - حرب شمالكالدك (1546–1547) في الإمبراطورية الرومانية المقدسة.[2]
  - تمرد كتاب الصلاة (1549) في إنجلترا
  - حرب شمالكالدك الثانية أو ثورة الأمراء (1552–1555)[8]
- حروب فرنسا الدينية (1562–1598)[1][10][8]
- حرب الثمانين عاما (1566/68–1648) في البلدان المنخفضة[1][8]
- حرب كولونيا (1583–1588) في انتخابية كولونيا
- حرب أساقفة ستراسبورغ (1592–1604) في إمارة ستراسبوغ الاتحادية
- الحرب ضد سييسموند (1598–1599) في الاتحاد البولندي السويدي
- حرب خلافة يوليش (1609–10, 1614) في دوقيات يوليش كليفه برغ المتحدة[11]
- حرب الثلاثين عاما (1618–1648)، التي أثرت على الإمبراطورية الرومانية المقدسة بما في ذلك ملكية هابسبورغ وبوهيميا ومورافيا وفرنسا والدنمارك والسويد.[1][8]
  - الثورة البوهيمية (1618–1620) بين نبلاء التاج البوهيمي البروتستانت وملك هابسبورغ الكاثوليكي. أشعلت هذه الثورة حرب الثلاثين عامًا، مما تسبب في نزاعات إضافية في أماكن أخرى من أوروبا، التي تُصنف ضمن صراعات أخرى قائمة بالفعل في ذلك الوقت.
  - حرب هيسيان (1567–1648) بين لاندغريفية هسن دارمشتات اللوثرية (عضو في الرابطة الكاثوليكية) ولاندغريفية هسن كاسل الكالفينية (عضو في الاتحاد البروتستانتي)
- تمردات الهوغوينوت (1621–1629) في فرنسا[1]
- حروب الممالك الثلاث (1639–1651)، التي اندلعت بين إنجلترا واسكتلندا وإيرلندا[1]
  - حروب الأساقفة (1639–1640)
  - الحرب الأهلية الإنجليزية (1642–1651)
  - اسكتلندا في حروب الممالك الثلاث (1644–1651)
  - حرب الإحدى عشر عام (1641–1653) والغزو الكرومويلي لإيرلندا (1649–1653)[12]
- حروب ما بعد وستفاليا:[2]
  - الحروب السوفياردية الولدينيسية (1655–1690) التي بدأت مع عيد الفصح البيدمونتي (باسكو بيمونتيسي) في أبريل عام 1655،[13][14] في دوقية سافوي
  - حرب فيلمرغن الأولى (1656) في الاتحاد السويسري القديم[12][15]
  - الحرب الإنجليزية الهولندية الثانية (1665–1667) بين إنجلترا والجمهورية الهولندية[12]
  - حرب التسع سنوات (1688–1697)[2]
    - الثورة المجيدة (1688–1689)[2]
    - الحرب الوليمية في إيرلندا (1688–1691)[2]
    - شهدت انتفاضة اليعاقبة عام 1689 في اسكتلندا الرومان الكاثوليك والمحافظين الإنجيليين المؤيدين للملك الكاثوليكي المخلوع جيمس ستيوارت وهم يرفعون السلاح ضد الكالفيني الراحل وليام أمبر أورنج وحلفائه المشيخيين المعاهدين؛ بكل الأحوال، يمكن اعتبار العنصر الديني ثانويًا أمام عامل السلالة الحاكمة.[16]

  - كانت حرب الخلافة الإسبانية (1701–1714) في جميع أنحاء أوروبا عنصرًا دينيًا قويًا.[2]
  - الحرب في سفين (1702–1710) في فرنسا.[12]
  - حرب فيلمرغون الثانية أو حرب توغنبرغ (1712) في الاتحاد السويسري القديم.[12][15]

## الإمبراطورية الرومانية المقدسة
كانت الإمبراطورية الرومانية المقدسة، التي تشمل ألمانيا الحالية والأراضي المحيطة بها، أكثر المناطق التي دمرتها الحروب الدينية. كانت الإمبراطورية مجموعة مجزأة من الدول المستقلة عمليًا مع إمبراطور روماني مقدس مُنتخب ليكون حاكمها الاسمي. بعد القرن الرابع عشر، شغل هذا المنصب عادة فرد من هابسبورغ. كانت أسرة هابسبورغ النمساوية، التي بقيت كاثوليكية، قوة أوروبية كبرى في حد ذاته، إذ حكمت أكثر من ثمانية ملايين شخص في ألمانيا والنمسا وبوهيميا والمجر الحالية. احتوت الإمبراطورية أيضًا على قوى إقليمية، مثل بافاريا، وانتخابية ساكسونيا، ومرغريفية براندنبورغ، وانتخابية بالاتينات، ولاندغريفية هسن، وأبرشية ترير، وفورتمبيرغ. قام عدد كبير من الدوقيات المستقلة الصغيرة، والمدن الإمبراطورية الحرة، والأديرة، والأساقفة، والسيادات الصغيرة للعائلات ذات السيادة بتكوين الإمبراطورية.